# Alfred Thielemann
Alfred Ludvig Ferdinand Thielemann (* 25. März 1869 in Drammen; † 20. Dezember 1954 ebenda) war ein norwegischer Sportschütze. 

## Biografie
Alfred Thielemann belegte bei den Olympischen Sommerspielen 1912 in Stockholm im Dreistellungskampf mit dem Armeegewehr den 76. und über 600 m mit dem Armeegewehr den 75. Platz.